# (3646) Aduatiques
(3646) Aduatiques es un asteroide perteneciente al cinturón de asteroides, descubierto el 11 de septiembre de 1985 por Henri Debehogne desde el Observatorio de La Silla, Chile.

## Designación y nombre
Designado provisionalmente como 1985 RK4. Fue nombrado Aduatiques en homenaje a la etnia celta Aduáticos de la Galia Belga.